# Bossieren

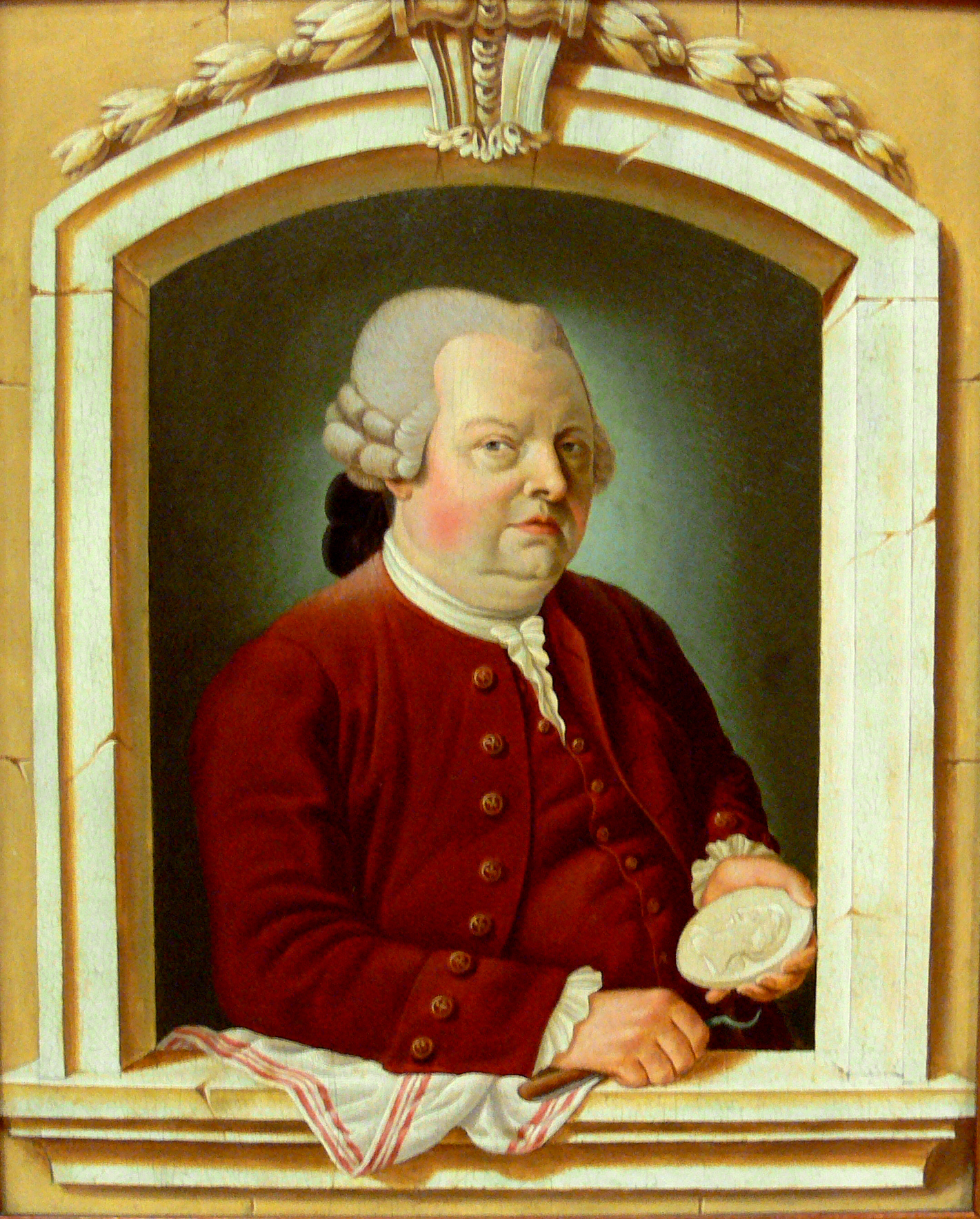
Bildnis des Porzellanbossierers Adam Clair (1763–1829), 1776–1799 tätig an der Frankenthaler Manufaktur; um 1800

Meyers Konversationslexikon von 1888 schreibt über das Bossieren:
Bossieren (auch bosselieren, bosseln, v. franz. bosse, „Buckel, rundliche Erhöhung“), die Kunst, einem weichen Stoff durch Bearbeiten mit einfachen Werkzeugen irgendeine zweckdienliche oder künstlerische Form zu geben. Sie wird hauptsächlich angewandt, um Modelle für die Bildhauerei, die Keramik und für den Metallguss darzustellen, oder auch, um Gegenstände (Bosse, Rondebosse) zu formen, welche unmittelbar selbst als Verzierung oder zu anderem Behuf benutzt werden können. Zum B. benutzt man Bossierwachs, eine beliebig gefärbte Mischung von Wachs mit Terpentin, Talg, Baumöl etc., oder Ton mit einem Zusatz von Glycerin. Runde (nach allen Seiten frei stehende) Gegenstände werden entweder ganz aus Wachs gebildet, oder sie erhalten einen Kern von Holz; zu halb erhabenen Arbeiten trägt man das Wachs auf ein flaches Brett oder eine andere Unterlage auf und bearbeitet es mit hölzernen, eisernen oder beinernen Griffeln (Bossiergriffeln, Bossierhölzern), d. h. Stäbchen, welche an ihren Enden spitzig, rund, schaufelförmig, gebogen oder sonstwie gestaltet sind. Das Bossieren in Ton geschieht auf dieselbe Weise. Die Gegenstände des Bossierens stehen während der Arbeit auf dem drehbaren Bossierstuhl, so dass der Künstler, ohne seinen Platz zu verlassen, die zu bearbeitende Masse nach allen Seiten hin drehen kann.
Unter Bossieren versteht man in anderem Zusammenhang auch das Herstellen von Gips- oder Wachsfiguren. Bei der Porzellanherstellung fügt der Bossierer Figuren oder Rohporzellangegenstände aus vorgeformten oder frei von ihm zu formenden Einzelteilen zusammen.
Das Bossieren ist eine alte Handwerkskunst, die im 19. Jahrhundert an verschiedenen Gewerbeschulen (beispielsweise in Hannover oder Chemnitz) gelehrt wurde.
In der Steinbearbeitung wird als bossieren das Herstellen von Buckelquadern bezeichnet, die eine sogenannte Bosse, also eine konvexe Oberfläche besitzen. Bossenwerk oder Rustika ist Mauerwerk aus Steinquadern, deren Stirnseite nur grob behauen (bossiert) ist.